# Buke Shohatto
Buke Shohatto (武家諸法度?   «Varios puntos de leyes para las casas guerreras») traducido como Leyes de las Casas Militares, fue una colección de edictos promulgados por el shogunato Tokugawa de Japón que tuvo como fin regular las responsabilidades y actividades de los señores feudales (daimio) y el resto de la clase aristocrática samurái. Estos edictos fueron la base del sistema bakuhan taisen (sistema shogunato-dominios), que dio forma al régimen Tokugawa. El contenido de los edictos fueron vistos más como un código de conducta, una descripción adecuada del comportamiento honorable de los daimios, y no como leyes que debían ser obedecidas. Al apelar nociones de moralidad y honor, el shogunato fue capaz de observar que seguían las restricciones a pesar de su incapacidad para cumplir con ellos directamente.
Los edictos fueron leídos en primer lugar ante un grupo de daimios reunidos en el Castillo Fushimi, por el shōgun retirado Ieyasu Tokugawa, en el séptimo mes lunar de 1615. Fueron compilados por una serie de estudiosos al servicio del shogunato incluyendo a Ishin Sūden, y estaban destinados principalmente a limitar el poder de los daimios y así proteger el control del shogunato en el país.
El shōgun reinante en ese momento, Tokugawa Hidetada, hijo de Ieyasu, promulgó formalmente los edictos poco después, y cada shōgun sucesivamente los reeditaron formalmente, reforzando las restricciones de los daimios y el control del shogunato. A través de estas generaciones sucesivas, sin embargo, las reglas se desarrollaron y cambiaron significativamente.

## Genna-ryō

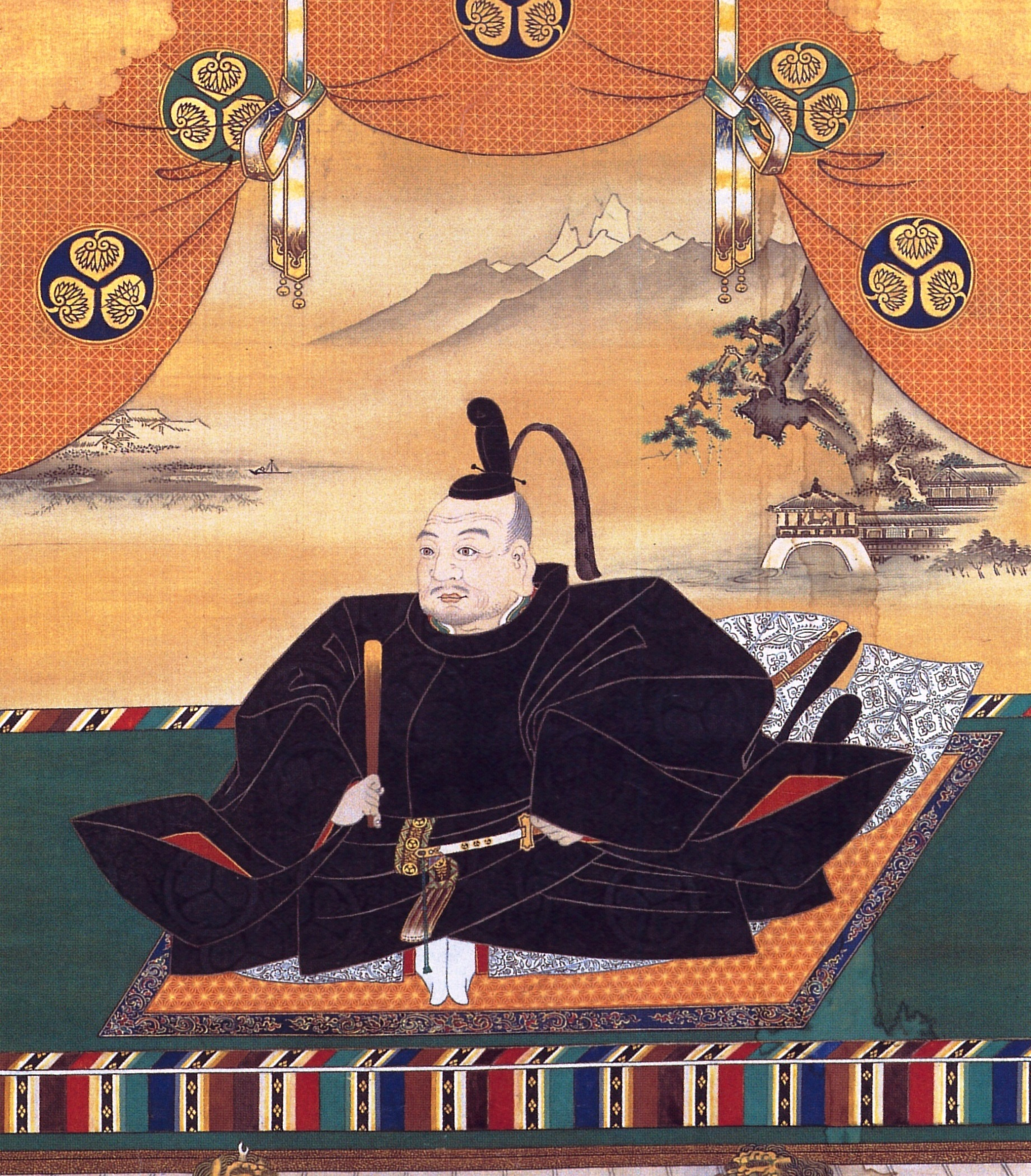
Tokugawa Ieyasu, primer shōgun Tokugawa.
Buscó una forma de equilibrar el poder de los señores feudales y el gobierno central (shogunato) a través del Buke Shohatto.

El primer edicto de 13 artículos y promulgado en 1615, fue conocido como Genna-ryō (元和令?), refiriéndose a la era japonesa Genna que correspondía al año de su promulgación. Éste contenía el núcleo de la filosofía del shogunato sobre los códigos de conducta samurái. Políticas similares se impondrían también a la clase plebeya, de igual manera fueron reeditados y reforzados muchas veces durante el período Edo.
Algunos artículos conciernen sobre la necesidad de la frugalidad, un concepto central en las nociones confucianistas de gobernanza adecuada. Otros están relacionados con la ley suntuaria, exigiendo a las personas de ciertas estaciones de presentarse como tal, en su forma de vestir, sus medios de transporte, y en otras maneras.
Además hay artículos que fueron incluidos para prevenir la formación de alianzas contra el shogunato, por ejemplo, los artículos que tratan las interacciones sociales entre dominios y los matrimonios entre las familias de daimios. Los fudai daimyō tenían menor poder, pero recibían el beneplácito del shogunato, aunque fácilmente podrían ser castigados con rescindir sus dominios y privilegios. Sin embargo, los tozama daimyō que eran los de mayor poder, no tenían la confianza del shogunato, ya que el gobierno central no tenía la fuerza para imponer directamente sus políticas dentro de los dominios tozama y por esa razón temían una posible alianza entre varios dominios tozama.
También se reguló la construcción, expansión y reparación de las fortificaciones para prevenir el crecimiento del poder militar que pudiese ser usado en contra del shogunato, así como la política del sankin kōtai, donde los daimios y sus familias estaban obligados a hacer peregrinajes a Edo y presentarse ante el shōgun, manteniéndose en arresto domiciliario alternativamente por un año.

### Estipulaciones
1. La clase samurái debe dedicarse a actividades adecuadas a la aristocracia guerrera, como tiro al arco, esgrima, equitación, y la literatura clásica.
2. El ocio y el entretenimiento se deben mantener dentro de los límites razonables y los gastos para tales actividades no deben ser excesivos.
3. Los dominios no son para albergar fugitivos y bandidos.
4. Los dominios deben expulsar a los rebeldes y asesinos de sus servicios y tierras.
5. Los daimios no pueden interactuar socialmente con las personas (tanto samuráis como plebeyos) de otros dominios.
6. Los castillos se pueden reparar, pero tal actividad debe ser reportada al shogunato. Innovaciones estructurales y ampliaciones están prohibidas.
7. La formación de camarillas de intrigas o conspiración en dominios vecinos deben ser reportados al shogunato, sin demora, al igual que la expansión de las defensas, fortificaciones o fuerzas militares.
8. Los matrimonios entre daimios y personas relacionadas de poder o importancia no deben organizarse de forma privada.
9. Los daimios deben presentarse personalmente en Edo para el servicio del shogunato.
10. Las convenciones sobre el uniforme de gala deben ser seguidas.
11. Personas comunes no pueden montarse en los palanquines.
12. Los samuráis en todo el reino deben practicar la frugalidad.
13. Los daimios deben seleccionar hombres capaces para servir como administradores o burócratas.

## Kan'ei-ryō

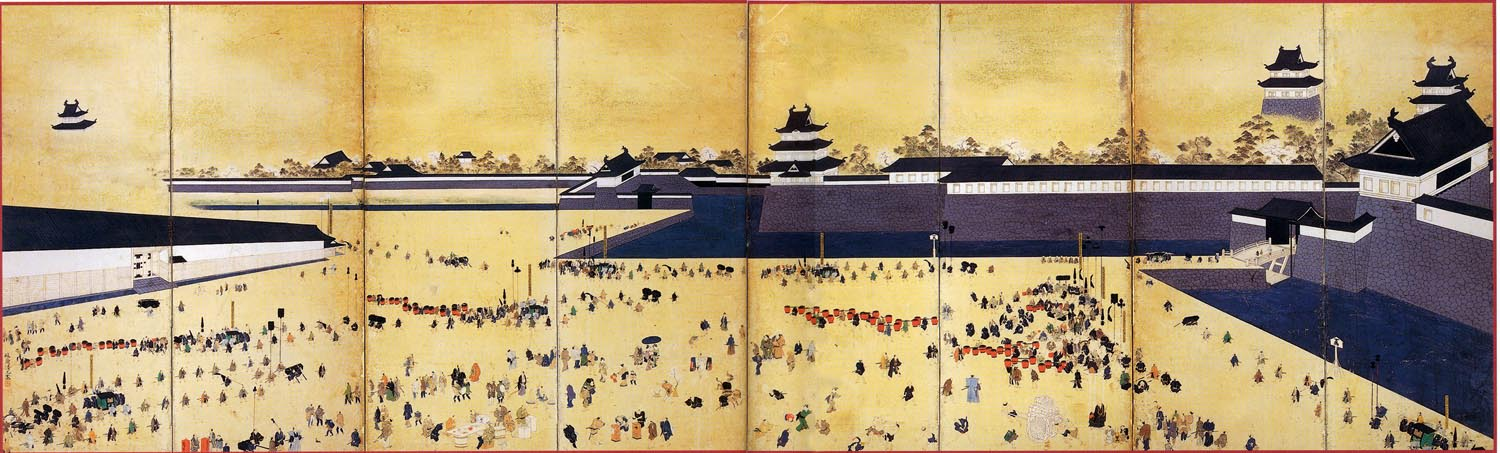
Visita de un daimio y su comitiva al Castillo Edo.
La política de sankin kōtai fue establecido como una forma de controlar y fidelizar a los señores feudales ante el shogunato.

El primer edicto fue reimpreso en 1629, pero en 1635 se le hicieron algunos cambios con la ayuda del filósofo neoconfucionista Hayashi Razan y promulgado por el tercer shogun, Tokugawa Iemitsu. Esta promulgación es conocida como Kan'ei-ryō (寛永令?), por la era Kan'ei, acaecida en el año de su promulgación. 
La mayoría de las estipulaciones son simples elaboraciones de los mismos temas. A los daimios se les prohibió las peleas, la formación de alianzas o partidos y prestar juramentos entre sí. El sistema sankin kōtai fue establecido completamente en ese entonces y se especificó con más detalles en el edicto. También se elaboraron otras regulaciones suntuarias.
También en 1635, fue un año donde se establecieron varias políticas agrupadas como kaikin (prohibiciones marítimas) que están establecidas en detalle en el Edicto Sakoku de 1635. Aunque estas restricciones de viajar al extranjero no estuvieron descritos en la versión de 1635 del Buke Shohatto, existieron otras políticas relacionadas al viaje doméstico y religión que fueron descritos.

### Nuevas estipulaciones
1. Se debe tener cuidado de mantener las carreteras, barcos, puentes y muelles con el fin de facilitar las comunicaciones rápidas.
2. Las barreras de peaje privados están prohibidas, al igual que la eliminación de las rutas de transbordadores existentes.
3. Se prohíbe la construcción de barcos que puedan transportar más de 500 koku.[3]
4. Las tierras que le pertenecen a los santuarios sintoístas y templos budistas no podrán ser despojadas de ellos.
5. El cristianismo está prohibido.

## Edictos posteriores
Los edictos fueron reimpresos tras la sucesión de cada shōgun, con cambios significativos de estilo pero con enmiendas menores en el contenido. 
En 1663 Tokugawa Ietsuna promulgó el Kanbun-ryō (寛文令?) con adiciones a la prohibición del cristianismo; en 1683 Tokugawa Tsunayoshi promulgó el Tenna-ryō (天和令?), que prohibía el junshi (acto de fidelidad de los vasallos del samurái que fallecía, donde ellos cometían el suicidio por seppuku) y el matsugoyōshi (adopción tardía de alguien después que el líder de un clan samurái falleciera sin dejar heredero).
En 1710 Tokugawa Ienobu promulgó, con la asistencia de Arai Hakuseki, la versión Shōtoku-ryō (正徳令?), donde extendía el cumplimiento de las normas a todos los samuráis. Finalmente, en 1717 Tokugawa Yoshimune promulgó la versión Kyōhō-ryō (享保令?), que daba continuidad a las normas establecidas en el Tenna-ryō.
Estas nuevas estipulaciones también hicieron lo posible por prohibir los abusos de poder, la aceptación de sobornos, la censura de la opinión popular, y estipulaciones para regular adecuadamente la sucesión de un daimio dentro de un clan o dominio.
Técnicamente hasta el final del shogunato se reeditó la versión Tenna-ryō, sólo con cambios menores. Estos fueron promulgados junto con el Shoshi Hatto (leyes para los samuráis), aunque en 1683 éstos cayeron en la obsolescencia y fueron añadidos en un documento más amplio de órdenes y prohibiciones del shogunato, conocido como Kinrei-ko.